# Viola babiogorensis
Viola babiogorensis är en violväxtart som beskrevs av Zapal.. Viola babiogorensis ingår i släktet violer, och familjen violväxter. Inga underarter finns listade i Catalogue of Life.